# Plogastel-Saint-Germain
Plogastel-Saint-Germain è un comune francese di 1 889 abitanti situato nel dipartimento del Finistère nella regione della Bretagna.

## Società

### Evoluzione demografica
Abitanti censiti